# جورج هانتينغتون
جورج هانتينغتون (بالإنجليزية: George Huntington)‏ هو طبيب أمريكي، ولد في 9 أبريل 1850 في إيست هامبتون في الولايات المتحدة، وتوفي في 3 مارس 1916 في نيويورك في الولايات المتحدة.

## وصلات خارجية
- جورج هانتينغتون على موقع الموسوعة البريطانية (الإنجليزية)